# Isistempel
Isistempel sind der ägyptischen Göttin Isis gewidmete Tempel.
Bekannte Tempel sind bzw. waren:
- Isistempel in Deir el-Schelwit
- Isistempel auf Delos
- Isistempel in Dendera, siehe Dendera#Heiligtum der Isis und Mammisi
- Isistempel in Gizeh
- Isistempel in Kenchreai (nach dem Erdbeben 365 in Basilika umgewandelt)
- Isistempel in Köln
- Isistempel in London, siehe Londinium
- Isistempel in Mainz, siehe Heiligtum der Isis und Mater Magna (Mainz)
- Isistempel in Maria Saal
- Isistempel in Philae, siehe Tempel von Philae#Haupttempel der Göttin Isis
- Isistempel in Pompeji, siehe Pompeji#Isis- und Aeskulap-Salus-Tempel
- Isistempel in Rom (Iseum Campense), siehe Tempel der Isis und des Serapis (Rom)
- Isistempel in Sabrata
- Isistempel in Taormina (später in Kirche umgewandelt)
- Isistempel in Wad ban Naqa, siehe auch Baumeister Natakamani
- Isistempel in Wettingen, davon Reste heute in St. Sebastian